# ヘンゼルとグレーテル (2002年の映画)
『ヘンゼルとグレーテル』（原題：Hansel and Gretel）は、2002年公開のアメリカ合衆国の映画作品。

## キャスト
| 役名         | 俳優                     | 日本語吹替 |
| ------------ | ------------------------ | ---------- |
| ヘンゼル     | ジェイコブ・スミス       | 高山みなみ |
| グレーテル   | テイラー・モンセン       | 小暮英麻   |
| ケイティ     | ダコタ・ファニング       | 谷井あすか |
| 老婆／魔女   | リン・レッドグレーヴ     | 久保田民絵 |
| サンドマン   | ホーウィー・マンデル     | 檀臣幸     |
|              | アラナ・オースティン     |            |
| 継母         | デルタ・バーク           | 一城みゆ希 |
|              | ボブ・ゴールドスウェイト |            |
| 父親         | ジェラルド・マクレイニー | 岩田安生   |
|              | シンバッド               |            |
|              | トム・アーノルド         |            |
| アンドリュー | トーマス・カーティス     | 浅井清己   |

- その他の声の吹き替え：斉藤次郎／甲斐田裕子／岩崎ひろし／水原リン／岸尾大輔